# Psalidognathus colombianus
Psalidognathus colombianus là một loài bọ cánh cứng trong họ Cerambycidae.